# Soigne ta droite
Soigne ta droite ist ein Jazzalbum der Formation Entr’acte von Ken Vandermark. Die auf dem Artacts Festival für Jazz und improvisierte Musik in St. Johann in Tirol am 11. März 2018 entstandenen Aufnahmen erschienen im Oktober 2019 auf Audiographic Records.

## Hintergrund
Entr’acte gehört zu einer langen Reihe kleiner Bigbands, die Ken Vandermark seit den 1990er-Jahren leitet. Er baut diese Ensembles oft aus einem wesentlich kleineren Ensemble auf, und die Kernband ist diesmal Shelter (Vandermark an den Holzblasinstrumenten, Nate Wooley an der Trompete, Steve Heather am Schlagzeug und Jasper Stadhouders am E-Bass und an der Gitarre). Erweitert um einige europäische Musiker trat das Ensemble in Österreich auf dem Artacts Festival auf. Um seine kompositorische Mission und die Rollen der Musiker zu verdeutlichen, unterteile Vandermark häufig entweder die Bands oder die Musik in leicht zu verwaltende Abschnitte, bemerkte Bill Meyer. Diesmal sei es die erstere Option; es gibt ein Trio von Blasinstrumenten (Vandermark, Wooley und die Saxophonistin Mette Rasmussen), ein weiteres von Streichinstrumenten (Jasper Stadhouders, Bassist Joe Williamson, Gitarrist Terrie Ex) und eine Dreiergruppe von Perkussionisten (Steve Heather und Didi Kern am Schlagzeug, sowie Elisabeth Harnik am Klavier). Der zehnte Spieler, Turntablist und Elektronik-Musiker dieb13, arbeitet über oder zwischen den drei Abschnitten, die wiederum Schichten voneinander abhängiger Aktionen übereinander stapeln.
Soigne ta droite war Vandermarks erste große Ensemble-Aufnahme nach vier Jahren; sie schloss an Double Arc mit dem Resonance Ensemble (2015) an. Den Kern der Aufnahme bildet das fast 25-minütige Foundry (for Richard Serra). „Die dicken Basslinien und die solide, hochfliegende Melodie des Saxophons lassen das Gefühl aufkommen, als wären sie tatsächlich in eine Serra-Skulptur gewandert“, beschrieb Paul Acquaro die Musik. „Gewundene Geräusche ziehen sich durch fest geschmiedete Korridore und erzeugen das Gefühl, in einem wellenförmigen Gebilde verankert zu sein, aber es dauert eine Weile, bis sie dort ankommen. In der ersten Hälfte des Tracks werden neue Wege gesucht, experimentiert und entdeckt, um als großes Ensemble zu agieren.“
Ein Entr’acte sei ein Zwischenakt, Musik- oder Tanzstück zwischen zwei Akten eines Stücks, bemerkte Bill Meyer. René Clairs Kurzfilm Entr'acte sei ein frühes Stück nicht-narrativen Kinos gewesen, das zwischen zwei Akten eines dadaistischen Balletts platziert war, schrieb der Autor weiter. Soigne ta droite ist sowohl ein französischer Box-Ratschlag, die rechte Faust nicht fallen zu lassen, als auch ein Dokumentarfilm von Jean-Luc Godard (1987) mit Les Rita Mitsouko, der im Titel auf Jacques Tatis Kurzfilm Soigne ton gauche (1936) anspielt.

## Titelliste

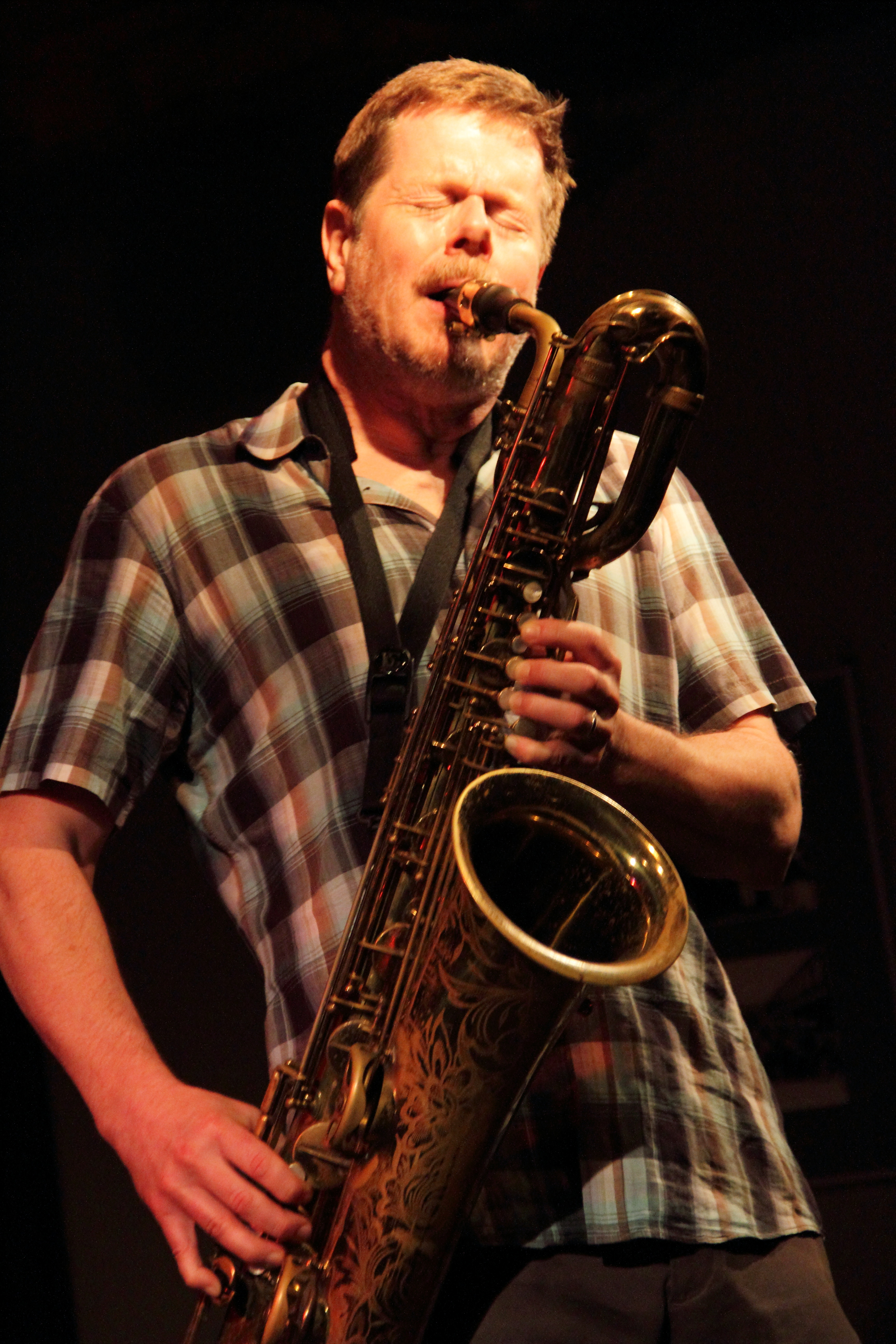
Ken Vandermark bei einem Konzert im club W71 Weikersheim 2015

- Entr’Acte: Soigne Ta Droite (Audiographic Records AGR-017)[3]

1. Perpetual Desk (for Ikue Mori) 16:49
2. Foundry (for Richard Serra) 24:39
3. Telegram (for Francis Picabia)  15:21

## Rezeption
Nach Ansicht von Paul Acquaro, der das Album Soigne ta droite im Free Jazz Blog mit der Höchstbewertung auszeichnete und rezensierte, es gebe sicher auch andere exzellente große Gruppen, die aus der Perspektive des Free Jazz arbeiteten, aber wie sich in den Schlussmomenten des Tracks Foundry (for Richard Serra) zeige, „scheinen zarte quasi-klassische Momente in reines freies Spiel zu geraten, scheint Vandermark es gemeistert zu haben, sich aus der Perspektive eines Orchesters einem Free Jazz-Ensemble zu nähern.“ Dies sei eine komplexe komponierte Musik, die mit der Leidenschaft für freies Spielen geliefert werde, ohne dabei nie die Kontrolle zu verlieren.
Bill Meyer schrieb in Dusted, Vandermark benutze große Gruppen wie die Territory Band oder das Peter Brötzmann Tentet, um genau ausgeschriebene Musik mit Passagen der Freiheit und/oder Episoden der Stille herauszufordern, und kontrastiere die Ansätze seiner Mitmusiker aus Chicago mit denen europäischer revolutionärer Veteranen und neuer Radikaler. Heutzutage sind die stilistischen Zutaten unterschiedlich und die nationalen Gegenüberstellungen komplizierter, aber die Idee, Persönlichkeiten und bereits vorhandene ästhetische Informationen zu mischen, um die Verbrennung richtig zu machen, bleibt bestehen. So werden die Passagen von Vandermark, Harnik oder Rasmussen, die über Flutwellen von Trommeln und Bässen roh und kompliziert werden, zu Episoden von druckvollem Riffs, die aus den Klängen von Lagos oder Addis Abeba aus den 1970er-Jahren stammen könnten.